# NHL 1924/25
Die NHL-Saison 1924/25 war die achte Spielzeit in der National Hockey League. Sechs Teams spielten jeweils 30 Spiele. Die Endrunde zählt sicherlich zu den enttäuschendsten Kapiteln der NHL-Geschichte. Die Zweit- und Drittplatzierten der regulären Saison spielten in zwei Spielen um die Teilnahme an den NHL-Finals. Hier setzten sich die Montréal Canadiens gegen die Toronto St. Patricks durch. Das Team der Hamilton Tigers fühlte sich ungerecht behandelt. Da die Liga den Spielplan von 24 auf 30 Spiele erweitert hatte, zahlte der Verein die zugesagte Anpassung der Gehälter um 200 Dollar nicht. Man verweigerte die Teilnahme an den Finals und so zogen die dritten der regulären Saison, die Montréal Canadiens in die Stanley-Cup-Finals ein. In Victoria reichte es für die Canadiens nicht. Sie unterlagen den Victoria Cougars aus der WCHL mit 3:1, die damit seit der Gründung der NHL im Jahr 1917 der einzige Stanley Cup Sieger sind, der nicht aus der NHL kam. Die NHL wurde um zwei Teams erweitert. Neben den Maroons als zweites Team in Montreal kamen die Boston Bruins als erstes amerikanisches Team in die NHL. Gleichzeitig wurde verkündet, dass in der kommenden Saison auch Teams in Pittsburgh und New York spielen werden. Das Team der Hamilton Tigers wurde wegen der Vorkommnisse zum NHL-Finale aus der Liga geworfen. In Montreal eröffnete das Montreal Forum. Dort sah eine Rekordkulisse von 11.000 Zuschauern das Derby der beiden Teams der Stadt.

## Reguläre Saison

### Abschlusstabellen
Abkürzungen: GP = Spiele, W = Siege, L = Niederlagen, T = Unentschieden, GF = Erzielte Tore, GA = Gegentore, Pts = Punkte
|                       | GP | W  | L  | T | GF | GA  | Pts |
| --------------------- | -- | -- | -- | - | -- | --- | --- |
| Hamilton Tigers       | 30 | 19 | 10 | 1 | 90 | 60  | 39  |
| Toronto St. Patricks  | 30 | 19 | 11 | 0 | 90 | 84  | 38  |
| Canadiens de Montréal | 30 | 17 | 11 | 2 | 93 | 56  | 36  |
| Ottawa Senators       | 30 | 17 | 12 | 1 | 83 | 66  | 35  |
| Montreal Maroons      | 30 | 9  | 19 | 2 | 45 | 65  | 20  |
| Boston Bruins         | 30 | 6  | 24 | 0 | 49 | 119 | 12  |

### Beste Scorer
Abkürzungen: GP = Spiele, G = Tore, A = Assists, Pts = Punkte
| Spieler       | Mannschaft | GP | G  | A  | Pts |
| ------------- | ---------- | -- | -- | -- | --- |
| Babe Dye      | Toronto    | 29 | 38 | 8  | 46  |
| Cy Denneny    | Ottawa     | 29 | 27 | 15 | 42  |
| Aurèle Joliat | Montreal   | 25 | 30 | 11 | 41  |
| Howie Morenz  | Montreal   | 30 | 28 | 11 | 39  |
| Red Green     | Hamilton   | 30 | 19 | 15 | 34  |
| Jack Adams    | Toronto    | 27 | 21 | 10 | 31  |
| Billy Boucher | Montreal   | 30 | 17 | 13 | 30  |
| Billy Burch   | Hamilton   | 27 | 20 | 7  | 27  |
| Jimmy Herbert | Boston     | 30 | 17 | 7  | 24  |
| Hooley Smith  | Ottawa     | 30 | 10 | 13 | 23  |

## Stanley-Cup-Playoffs
Alle Spiele fanden im Jahr 1925 statt.

### NHL-Finale
| Montréal Canadiens vs. Toronto St. Patricks                             | Montréal Canadiens vs. Toronto St. Patricks | Montréal Canadiens vs. Toronto St. Patricks | Montréal Canadiens vs. Toronto St. Patricks | Montréal Canadiens vs. Toronto St. Patricks | Montréal Canadiens vs. Toronto St. Patricks |
| Datum                                                                   | Auswärtsteam                                | Auswärtsteam                                | Heimteam                                    | Heimteam                                    |                                             |
| ----------------------------------------------------------------------- | ------------------------------------------- | ------------------------------------------- | ------------------------------------------- | ------------------------------------------- | ------------------------------------------- |
| 11. März                                                                | Montreal                                    | 3                                           | 2                                           | Toronto                                     |                                             |
| 13. März                                                                | Montreal                                    | 2                                           | 0                                           | Toronto                                     |                                             |
| Montreal gewinnt die Serie mit 2:0. Hamilton tritt zum Finale nicht an. |                                             |                                             |                                             |                                             |                                             |

### Stanley-Cup-Finale
| Victoria Cougars vs. Montréal Canadiens                 | Victoria Cougars vs. Montréal Canadiens | Victoria Cougars vs. Montréal Canadiens | Victoria Cougars vs. Montréal Canadiens | Victoria Cougars vs. Montréal Canadiens | Victoria Cougars vs. Montréal Canadiens |
| Datum                                                   | Auswärtsteam                            | Auswärtsteam                            | Heimteam                                | Heimteam                                |                                         |
| ------------------------------------------------------- | --------------------------------------- | --------------------------------------- | --------------------------------------- | --------------------------------------- | --------------------------------------- |
| 21. März                                                | Montreal                                | 2                                       | 5                                       | Victoria                                |                                         |
| 23. März                                                | Montreal                                | 1                                       | 3                                       | Victoria                                |                                         |
| 27. März                                                | Montreal                                | 4                                       | 2                                       | Victoria                                |                                         |
| 30. März                                                | Montreal                                | 1                                       | 6                                       | Victoria                                |                                         |
| Victoria gewinnt die Serie mit 3:1 und den Stanley Cup. |                                         |                                         |                                         |                                         |                                         |

### Stanley-Cup-Sieger
| Stanley-Cup-Sieger Victoria Cougars | Torhüter: Hap Holmes Verteidiger: Gord Fraser, Haldor Halderson Angreifer: Wally Elmer, Frank Foyston, Frank Fredrickson, Harold Hart Unbekannt/Rover: Jocko Anderson, Clem Loughlin (C), Harry Meeking, Jack Walker Cheftrainer & General Manager: Lester Patrick |

## NHL Awards und vergebene Trophäen
| Auszeichnung          | Spieler       | Team            |
| --------------------- | ------------- | --------------- |
| Hart Memorial Trophy: | Billy Burch   | Hamilton Tigers |
| Lady Byng Trophy:     | Frank Nighbor | Ottawa Senators |